# Првенство Норвешке у рагбију
Првенство Норвешке у рагбију (норв. Norway Rugby Championship) је први ранг рагби 15 такмичења у Краљевини Норвешкој.

## О такмичењу
Овим такмичењем руководи Рагби савез Норвешке. У лигашком делу учествује 6 клубова. Сезона траје од маја до октобра, а после лигашког дела игра се финале. 
Учесници
- Берген
- Осло
- Стевенџер
- Блиндерн
- Тонсберг
- НТНУИ

## Историја
Списак шампиона Норвешке у рагбију
- 1999. Берген
- 2000. Берген
- 2001. Берген
- 2002. Осло
- 2003. Осло
- 2004. Берген
- 2005. Берген
- 2006. Берген
- 2007. Осло
- 2008. Осло
- 2009. Берген
- 2010. Осло
- 2011. Осло
- 2012. Осло
- 2013. Берген
- 2014. Стевенџер